# 鲍里斯·格列科夫
鲍里斯·德米特里耶维奇·格列科夫（俄语：Борис Дмитрович Греков，1882年4月21日—1953年9月9日）是一位俄罗斯帝国和苏联历史学家，其研究領域為基辅罗斯以及欽察汗國。他也是苏联科学院院士（1934年）以及莫斯科俄罗斯历史研究所所长。